# Юнг, Себастьян
Себастья́н Алекса́ндр Юнг (нем. Sebastian Alexander Jung; 22 июня 1990 года, Кёнигштайн, Германия) — немецкий футболист, правый защитник клуба «Карлсруэ».

## Карьера

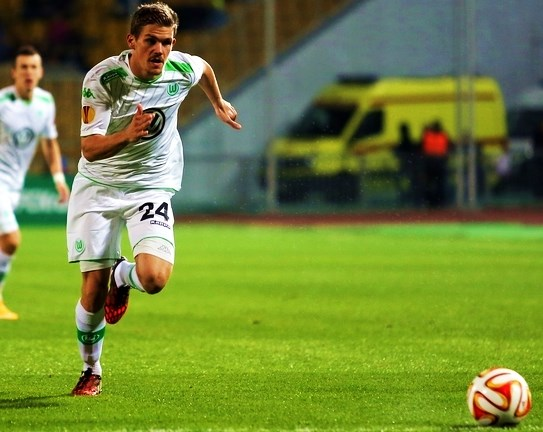
Юнг в составе «Вольфсбурга»

Юнг воспитанник футбольной академии «Айнтрахта». 8 марта 2009 года в матче против «Арминии» он дебютировал за клуб в Бундеслиге, выйдя на замену вместо Патрика Окса. 7 февраля 2010 года в поединке против дортмундской «Боруссии» Юнг забил свой первый гол за команду и помог ей добиться победы. С сезона 2010/2011 Себастьян является постоянным игроком основного состава клуба. 6 апреля 2013 года он продлил контракт до 2015 года.
22 мая 2014 года Юнг перешёл в «Вольфсбург», подписав контракт до 2018 года. 22 августа в матче против «Баварии» Себатьян дебютировал за новую команду. В 2015 году Юнг помог волкам выиграть Кубок и Суперкубок Германии.

## Международная карьера
Юнг выступал за сборные Германии различных возрастов. В 2009 году в составе молодёжной сборной он принял участие в молодёжном чемпионате мира, где сыграл в 5 матчах.
11 ноября 2012 года Себастьян был вызван в сборную Германии, из-за отсутствия травмированных Хольгера Бадштубера и Джерома Боатенга, на товарищеский матч против сборной Нидерландов. На поле он не появился, но зато стал первым футболистом с 1999 года после Хорста Хельдта, вызванным в национальную команду из «Айнтрахта». 13 мая 2014 года Юнг дебютировал за сборную Германии, выйдя на замену в товарищеском матче против сборной Польши, заменив во втором тайме Кевина Фолланда.

## Достижения
Командные
 «Вольфсбург»
- Обладатель Кубка Германии — 2014/15
- Обладатель Супер Кубка Германии — 2015